# Spot the Difference
Spot the Difference je studiové album britské skupiny Squeeze, které vydalo v srpnu 2010 hudební vydavatelství XOXO Records. Jde o první studiové album skupiny po dvanácti letech; poslední nahrávka Domino vyšla v roce 1998. Album Spot the Difference obsahuje nové verze starších písní skupiny, které jsou seřazeny abecedně.

## Seznam skladeb
Autory všech skladeb jsou Chris Difford a Glenn Tilbrook.
| Pořadí | Název                            | Původní album                 | Délka |
| ------ | -------------------------------- | ----------------------------- | ----- |
| 1.     | Another Nail in My Heart         | Argybargy (1980)              | 3:00  |
| 2.     | Black Coffee in Bed              | Sweets from a Stranger (1982) | 6:08  |
| 3.     | Cool for Cats                    | Cool for Cats (1979)          | 3:10  |
| 4.     | Goodbye Girl                     | Cool for Cats (1979)          | 3:00  |
| 5.     | Hourglass                        | Babylon and On (1987)         | 3:16  |
| 6.     | Is That Love                     | East Side Story (1981)        | 2:32  |
| 7.     | Labelled with Love               | East Side Story (1981)        | 4:30  |
| 8.     | Loving You Tonight               | Some Fantastic Place (1993)   | 4:09  |
| 9.     | Pulling Mussels (From the Shell) | Argybargy (1980)              | 3:59  |
| 10.    | Slap and Tickle                  | Cool for Cats (1979)          | 4:12  |
| 11.    | Some Fantastic Place             | Some Fantastic Place (1993)   | 4:41  |
| 12.    | Take Me I'm Yours                | Squeeze (1978)                | 2:47  |
| 13.    | Tempted                          | East Side Story (1981)        | 4:01  |
| 14.    | Up the Junction                  | Cool for Cats (1979)          | 3:09  |

## Obsazení
Squeeze
- Chris Difford – kytara, zpěv
- Glenn Tilbrook – kytara, klávesy, zpěv
- John Bentley – baskytara, zpěv
- Simon Hanson – bicí
- Stephen Large – klávesy

Ostatní hudebníci
- Paul Carrack – klávesy, zpěv
- Andrew J. Jones – syntezátor, perkuse
- Bob Litten – roh
- Paul Pott – roh
- Ray Tabor – roh
- Phil Veacock – saxofon
- Alexandra Baybutt – doprovodné vokály
- Bryan Chambers – doprovodné vokály
- Derek Green – doprovodné vokály
- Suzanne Hunt – doprovodné vokály
- Jean-Marie Lincoln – doprovodné vokály
- Siobhan Parr – doprovodné vokály
- Louis Tilbrook – doprovodné vokály